# Megalestes kurahashii
Megalestes kurahashii – gatunek ważki z rodziny Synlestidae.